# Banque Molson
Pour les articles homonymes, voir Molson (homonymie).
La banque Molson (en anglais : The Molson Bank, parfois appelée  Molsons Bank) était une banque canadienne du Québec fondée à Montréal par les frères William et John Molson, fils du magnat de l'industrie de la bière John Molson.
Le premier président fut William Molson, qui en fut l'âme dirigeante pendant près de 20 ans.
Cette banque a été constituée en 1850 sous la loi du parlement de la Province du Canada appelée Free Banking Act. En 1855, elle devient une banque à charte. Elle continuera ses opérations comme telle jusqu'en 1925, lorsqu'elle fusionnera avec la Banque de Montréal.

## Édifice
L'édifice de la Banque-Molson, de style Second Empire, situé au 278-288, rue Saint-Jacques, à Montréal, a été érigé entre 1864 et 1866. C'était le premier bâtiment à Montréal à être construit dans le style Second Empire, conçu par George Browne (en) en collaboration avec son fils John James George Browne,.
|  |  |